# Szinyefő
Szinyefő (1899-ig Rencsissó, szlovákul: Renčišov) község Szlovákiában, az Eperjesi kerület Kisszebeni járásában.

## Fekvése
Kisszebentől közúton 13 km-re nyugatra, a Kis-Szinye-patak partján fekszik.

## Története
A települést 1389-ben „Rezencei” alakban említik először, a szinyei uradalom része volt. 1426-ban „Rencseso alias Zvingefev” néven találjuk. 1427-ben 20 portája adózott, a Semsey család tulajdonában állt. 1448-ban „Synefew”, 1457-ben „Resencho” a falu neve. A 16. századtól a Szinyei család birtoka. 1773-ban „Renszissow” néven szerepel a korabeli forrásokban. 1787-ben 34 házában 256 lakos élt.
A 18. század végén Vályi András így ír róla: „RENCSICSO. Orosz falu Sáros Vármegyében, földes Ura Szinyer Uraság, lakosai ó hitüek, fekszik Héthárshoz 3/4 mértföldnyire; határjában réttye, legelője, és erdeje vagyon, földgye leginkább nehezen míveltetik.”
A 19. században a Füzy, Szimay és más családoké. 1828-ban 45 háza volt 344 lakossal. Lakói földműveléssel, lenvászon szövéssel, cseresznye termesztéssel foglalkoztak. Később Eperjes, Kassa és Kisszeben üzemeiben dolgoztak.
Fényes Elek 1851-ben kiadott geográfiai szótárában így ír a faluról: „Rencsissó, orosz falu, Sáros vgyében, Szinnye-Lipóczhoz északra 1 órányira: 38 romai, 322 g. kath. lak. Gör. anyaszentegyház. Vizi-malom. F. u. többen. Ut. p. Berthót.”
A trianoni diktátum előtt Sáros vármegye Kisszebeni járásához tartozott.
1998. július 20-án árvíz sújtotta a községet. Az áldozatok emlékére a templom mellett emléktáblát helyeztek el.

## Népessége
| Év:            | 1994. | 2004.   | 2014.   | 2024.   |
| -------------- | ----- | ------- | ------- | ------- |
| Emberek száma: | 184   | 178     | 172     | 171     |
| Eltérés:       |       | -3,26 % | -3,37 % | -0,58 % |

| Év:            | 2023. | 2024.   |
| -------------- | ----- | ------- |
| Emberek száma: | 176   | 171     |
| Eltérés:       |       | -2,84 % |

1910-ben 318-an, többségében ruszinok lakták, jelentős magyar kisebbséggel.
2001-ben 172 lakosából 144 szlovák és 18 cigány volt.
2011-ben 176 lakosából 164 szlovák.

## Nevezetességei
- Görögkatolikus temploma 1828-ban épült.
- A közelben található a Zlá diera-barlang (Zlá džura, Rossz lyuk).